# Daebyeong-myeon
Daebyeong-myeon (koreanska: 대병면) är en socken i Sydkorea. Den ligger i kommunen Hapcheon-gun i provinsen Södra Gyeongsang, i den centrala delen av landet, 240 km söder om huvudstaden Seoul.